# Hyperphyscia
Гіперфісція (Hyperphyscia) — рід лишайників родини Physciaceae. Назва вперше опублікована 1894 року.